# حامدی اصفهانی
حامدی عجم یا حامدی اصفهانی (۸۴۳ قمری در اصفهان - ۸۹۰ هجری قمری) شاعر ایرانی دربار عثمانیان در زمان سلطان محمد فاتح بود. حامدی اصفهانی نزدیک به بیست سال ملازم سلطان محمد فاتح بود. او به زبان‌های فارسی که زبان مادری‌اش بود و همچنین ترکی در دربار عثمانی شعر می‌سروده‌است. از حامدی سه کتاب بجا مانده‌است. این کتاب‌ها عبارت اند از «دیوان»، «جام سخنگو (فال نامه)» و یک کتاب تاریخی به نام «تواریخ العثمان».